# David Linden
David J. Linden (n. 1961) este un profesor american de neuroștiință la Universitatea Johns Hopkins din Baltimore, Maryland, cunoscut în mod special pentru lucrarea Mintea ca întâmplare, distinsă cu medalie de argint de către Independent Publisher Association. Linden este recunoscut pentru încercarea constantă de popularizare a neuroștiințelor, folosind în acest sens un limbaj care permite înțelegerea biochimiei chiar și de către cei nespecializați în acest domeniu.

## Biografie
Născut în anul 1961, Linden a crescut în Santa Monica, California. Tatăl lui a fost un psihiatru recunoscut în Los Angeles, iar mama lui, acum pensionată, a fost redactor la o editură care publica manuale.
Linden a predat la University of California (Berkeley), Northwestern University (Illinois) și Hoffman-La Roche (New Jersey). Efortul lui de a face accesibil domeniul neuroștiinței celor nespecializați a devenit din ce în ce mai popular, ceea ce a condus la numeroase apariții la radio și în campusurile din America, cu ocazia cărora împărtășește informații neobișnuite despre chimia creierului și oferă interviuri pe tema neuroștiinței.
Începând cu anul 2008, Linden a devenit redactor-șef la Journal of Neurophisiology.

## Lucrări
- David Linden (2011), The Compass of Pleasure: How Our Brains Make Fatty Foods, Orgasm, Exercise, Marijuana, Generosity, Vodka, Learning, and Gambling Feel So Good , Penguin Books
- David Linden (2007), The Accidental Mind: How Brain Evolution Has Given Us Love, Memory, Dreams, and God. Belknap Press of Harvard University Press.
- David Linden (2003), From Molecules to Memory in the Cerebellum,  Science 301 (5640): 1682. doi:10.1126/science.1090462. PMID 14500971.
- David Linden, Joane Trestrail (May 1986). Neon Lights up the Night, Chicago Magazine.

Web of Science a listat 87 de articole publicate de Linden în jurnale știițifice, care au fost citate de peste 6000 de ori.

### Cărți traduse în limba română
David J. Linden, Mintea ca întâmplare, Traducere din limba engleză: Brândușa Popa, Editura Herald, Colecția Mathesis, București, 2012, 336 p., ISBN 978-973-111-349-4